# Verrucadithella sulcatimana
Verrucadithella sulcatimana är en spindeldjursart som beskrevs av Beier 1944. Verrucadithella sulcatimana ingår i släktet Verrucadithella och familjen Tridenchthoniidae. Inga underarter finns listade i Catalogue of Life.